# Brusselse gewestverkiezingen 2004/Kandidatenlijst/CD&V-N-VA
Dit is de kandidatenlijst van het kartel CD&V/N-VA voor de Brusselse gewestverkiezingen van 2004. De verkozenen staan vetgedrukt.

## Effectieven
1. Jos Chabert
2. Brigitte Grouwels
3. Walter Vandenbossche
4. Bianca Debaets
5. Georges De Smul
6. Marina Dehing-Van den Broeck
7. Badia El Belghiti
8. Peter Decabooter
9. Frank Van Bockstal
10. Ingrid Haelvoet
11. Sarah Avci
12. Diana De Greef-De Neef
13. Linda Mbungu-Dinkueno (N-VA)
14. Charles-Eric Vilain XIIII
15. André Monteyne
16. Piet Coenen
17. Paul De Ridder (N-VA)

## Opvolgers
1. Walter Vandenbossche
2. Brigitte De Pauw
3. Paul Delva
4. Frederik Van Gucht
5. Nicole Cambre
6. Mohammed Benallal
7. Hedwige Parrein
8. Jacques De Gieter
9. Jeannine Vermeren
10. Ann Steyvers
11. Steve Dubois
12. Patricia Reymen
13. Yan Wang Yan
14. Christiane Peetermans
15. Abderrahim Nmiyesse
16. Wilfried Martens